# نورث باي فيليج (فلوريدا)
نورث باي فيليج (بالإنجليزية: North Bay Village)‏ هي مدينة أمريكية تقع في ولاية فلوريدا. تبلغ مساحة هذه المدينة 2.168 (كم²)،ويبلغ عدد سكانها 7137 نسمة حسب إحصاء سنة 2010 م 7137.تشير إحصاءات سنة 2000م بأن الكثافة السكانية في هذه المدينة تقدر بـ(8294.98) نسمة/كم2 